# Чеджу-до
Чеджудо (на корейски: 제주도, Jeju-do) е остров в Корейския проток, притежание на Южна Корея, който в много отношения се различава от вътрешността на страната. В миналото на него са били заточвани изпаднали в немилост държавни служители, а днес е известен курорт, любимо място на младоженци за сватбени пътешествия и на почитатели на голфа от Япония. Наричат го „Хавай на Ориента“.
С площ от 1847 km2, той е най-големият от хилядите острови по корейското крайбрежие. Чеджудо (제주도) е наричан още „Смарагдовия остров на Ориента“ заради своето разнообразие от угаснали вулкани, примамливи плажове и малки рибарски селца.
Островът се намира в субтропическия пояс, където климатът позволява отглеждането на няколко реколти годишно. Средната температура е 24 °C (през зимата 6 °C, със сняг по планинските върхове). На Чеджудо (제주도) има над 1700 вида растения от субтропични до полярни. Отглеждат се най-вече мандарини и портокали.
В съзнанието на корейците миналото на Чеджудо (제주도) е свързано с три неща: вятър, скали и коне. Вятърът е толкова силен, че в местната архитектура са залегнали скалите, които имат за цел да задържат постройките да не бъдат отнесени от него. Може би най-известната картичка от Чеджудо (제주도) е тази, на която на преден план има разлюлени от вятъра полета с рапица, а в далечината се вижда връх Халла-сан (한라산) (1950 м).
Много популярни са и доста странните на вид толхарубанг (돌하루방) („Каменни старци“) скулптури, направени от лава и базалтови скали. Те приличат на ниски тотемни стълбове. Имат стилизирани черти – изпъкнали уши и издължени носове и уши. Тяхното предназначение е да пазят селото.
По традиция на остров Чеджудо (제주도) се отглеждат коне и крави. Конете, които в миналото са били отглеждани за корейската войска, са потомци на конете, които монголците използвали в битки. Кравите днес се отглеждат заради месото им.
Остров Чеджудо (제주도) е известен най-вече със своите морски продукти – водорасли, морски охлюви, стриди, октоподи, които се ловят от възрастни жени-гмуркачки, известни като хеньо (해녀). Облечени в черни костюми и качулки, хеньо (해녀) по традиция са тези, които изкарват прехраната в семействата на остров Чеджудо (제주도). Островът е единственото място в Корея, където могат да бъдат открити взаимоотношения, близки до тези в матриархата.
Чеджудо (제주도) се различава от континенталната част на страната не само по своята архитектура, климат и семейна йерархия, но и по своя език и храна. Хората на острова говорят език, който е диалект на корейския, но е толкова различен, че за останалите корейци е почти неразбираем. Храната им е доста непретенциозна, с малко на брой странични ястия и много морски продукти. Поради топлия климат така характерното за Корея кимчи (김치) не е основно ястие за хората от Чеджудо (제주도).
Остров Чеджудо (제주도) привлича с много неща. Може би той заема специално място в сърцата на корейците, защото въпреки че е само на 60 мили (ок. 96 км) от континенталната част на страната, той представлява един съвсем различен свят.